# 洲脇光一
洲脇 光一（すわき みつかず、1932年（昭和7年） - ）は、日本の合唱指揮者。関西地方を拠点に活動している。

## 経歴
兵庫県神戸市出身。関西学院大学商学部卒業。在学中は関西学院グリークラブに在団して学生指揮者を務め、1954年（昭和29年）の第7回全日本合唱コンクール全国大会において、同年から導入された招待演奏を指揮した。大学卒業後は新月会を指揮し、1958年（昭和33年）の第11回全日本合唱コンクール全国大会一般部門、翌年の第12回と2年連続優勝を果たした。
その後、アメリカ合衆国へ留学し、南メゾジスト大学芸術学部音楽科大学院修了、宗教音楽と合唱指揮を専攻した。帰国後、神戸女学院大学音楽部専任講師を経て、甲南女子大学教授、ワイオミング州立大学音楽学部客員教授を歴任した。関西学院グリークラブ、新月会、甲南女子大学コーラス部のほか、関西を中心に広く大学・一般合唱団の指導、コンクールの審査に携わり、兵庫県合唱連盟理事長、全日本合唱連盟常務理事、国際合唱連合副会長を歴任した。1994年（平成6年）兵庫県文化功労賞、2001年（平成13年）長井賞を受賞。
現在、関西合唱連盟最高顧問、甲南女子大学名誉教授。